# Mine d'antimoine de Xikuangshan
La mine d'antimoine de Xikuangshan (aussi orthographiée Hi-Kuang-Shan), dans la région de Lengshuijiang et la province du Hunan, en Chine, contient le plus grand gisement au monde d'antimoine.
Le minerai est concentré et raffiné sur le site dans une raffinerie dotée d'une capacité de 10 000 tonnes d'antimoine par an.

## L'histoire
La mine est censée avoir été découverte en 1521. Elle était à l'origine exploitée pour ses gisements d'étain dépôts et commence à produire significativement de l'antimoine en 1892, à l'époque où le marché prend aussi son essor en Europe. Environ 464 000 tonnes d'antimoine ont été produites entre 1892 et 1929. De 1949 à 1981, c'est nettement moins, soit 172 000 tonnes d'antimoine produites. En 1981, 1 700 tonnes de minerai étaient exploitées chaque jour, d'une teneur modeste, entre 2 et 3 % d'antimoine pur.

## Les réserves

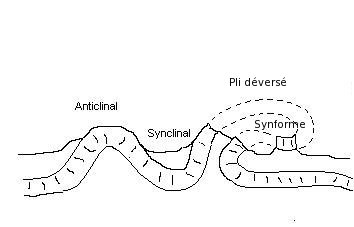
Schéma indiquant les principaux types de plis géologiques.

L'originalité des Mines d'antimoine de Xikuangshan est d'être constituées d'un grand dépôt de stibine dans une couche de Dévonien calcaire, composé de trois lits minéraux qui ont entre 2,5 mètres et 8 mètres d'épaisseur, et sont repliés dans un anticlinal ce qui en fait une formation exceptionnellement volumineuse, plongeant vers le sud-ouest. Le total de la minéralisation du gisement a une surface étendue, de 14 kilomètres sur 20. Le nord du gisement contient un mélange d'oxyde et de sulfure d'antimoine et le sud de la stibine. 
En 1981, les réserves du gisement de Xikuangshan s'élèvaient à 10 millions de tonnes de minerai, qui contenait de 2 à 3 % de l'antimoine (soit 200 à 300 000 tonnes d'antimoine pur). Les géologues pensaient qu'il existait peut-être plus d'antimoine dans la région. En 2002, l'estimation de la taille du gisement était 2,1 millions de tonnes d'antimoine pur.
Le minerai est composé de quartz, de la calcite, la stibine et de blocs de pyrite.

## Formation
Il a été estimé que le gisement s'est formé au cours de la fin du Jurassique-début du Crétacé, période (environ 145 millions d'années).

## La pollution de l'eau
En avril 2010, il a été signalé que les niveaux d'antimoine dans l'eau près de la mine sont très élevés : 11 parties par million, soit mille fois plus que les niveaux trouvés dans de l'eau non contaminée. Les effets sur l'environnement de ce niveau élevé de métallisation, très rare, ont fait l'objet d'enquête par une équipe de chercheurs l'Académie Chinoise des Sciences, l'Université de l'Indiana, Bloomington et l'Université de l'Alberta.